# Can Pasqual (Arbúcies)
Can Pasqual és una masia d'Arbúcies (Selva) inclosa a l'Inventari del Patrimoni Arquitectònic de Catalunya.

## Descripció
Es tracta d'un edifici de planta rectangular, format per planta baixa, dos pisos i coberta a dues vessants, amb cornisa catalana amb ràfec de tres filades de rajoles. Destaca la portalada d'arc de mig punt, adovellada amb pedra granítica. La resta d'obertures són envoltades amb carreus escairats així com les cantonades, i les finestres tenen els brancals i l'ampit de pedra monolítica. Hi ha tres finestres per planta, totes rectangulars menys una porta a la planta baixa amb arc rebaixat. La finestra central, situada al primer pis porta la inscripció a la llinda de “Pera Pascol me fecit any 1670”. Es visible el sobreeixidor de l'aiguamans de la sala del primer pis, situat al damunt de la porta principal.
A la façana es conserven les antigues plaques de ceràmica que identificaven la casa, són tres i porten les inscripcions següents : “Prova de Gerona Parte de Sta. Coloma de Farners, Pueblo de Arbucias”; “Cuartel de Levante” i el número “I” en una altra de més petita. També podem observar les restes d'un rellotge de sol, a la part superior esquerra, el qual es troba esgrafiat a la paret deixant llegir la data de 1798. Se'n conserva un altre, més malmès, a l'extrem de la façana lateral dreta.
Adossada a aquesta façana dreta, hi ha un altre cos, d'una sola planta amb coberta a dues vessants i caiguda a la façana, que corresponia a les quadres i al cobert. Actualment s'utilitza com a magatzem de la maquinària agrícola, i on hi ha gallines i conills. Però es troba en mal estat, ja que part de la teulada s'ha enfonsat. En una de les finestres d'aquest cos adossat hi ha una inscripció a la llinda amb l'any 1657.
A l'interior l'estructura es manté, fins i tot els forjats i les bigues de fusta. La cuina també és l'original de rajol. Pràcticament no s'ha reformat res. El paviment de la sala central, és emporlanat.

## Història
Apareix documentat per primera vegada al 1562. Més tard, la masia està documentada en el Cadastre de 1743 i de 1800, i seguidament en el llistat de les cases de pagès del rector de la parròquia del 1826.
Ens apareix en el mapa de Juli Serra de 1890.
Pel que fa en el padró d'habitants de 1883 apareix habitada per la família troncal de set membres i s'esmenta la masoveria amb una família de nou persones. En les dades del padró de 1940 hi consta una família de vuit membres.
En l'amillarament de 1935 Josep Mª Pasqual Rodó declara els límits dels masos Pasqual i Casanova: a orient amb terres del mas Pol i Joaquim Dalmau, a migdia amb Joaquim Dalmau i els masos Morer i Josep Vilar, a ponent amb terrenys de Concepció Dalmau Camps, i a nord amb la mateixa.